# M7 (戦車)
M7戦車（英語: Tank M7）は、第二次世界大戦においてアメリカ合衆国が開発した軽戦車（後に中戦車）である。

## 概要
1940年後半、アメリカ陸軍機甲軍では生産中のM2軽戦車や開発が完了したばかりのM3軽戦車を将来的に代替する軽戦車が構想された。M2／M3両戦車は満足できる性能を持つ、とされていたものの、エンジンの形式と配置から来る問題（星型エンジンを縦に搭載しているため車高が高く、ドライブシャフトが戦闘室を貫通しているために戦闘室が分断されている）、面構成の複雑な形状をしているために生産性が低い、といった欠点が指摘されており、それらを是正した車両であるという点に開発の重点が定められた。
1941年1月にT7軽戦車（LightTank T7）としてロック・アイランド工廠で開発が開始され、基本原型であるT7のモックアップが完成するとそれを基に製造方法、エンジンが異なるT7E1からT7E4が設計され、T7E1（リベット構造の試作車だったが、設計中に開発中止）を除く-E2から-E4が試験された結果、1941年12月にT7E2の採用が決定された。
当初は主砲には37mm砲が予定され、M3中戦車のものに似た砲塔が搭載される予定であったが、北アフリカ戦線における戦訓から37mm砲ではドイツ軍戦車に対してまったく威力不足である、とされたため、試作車の製作中に主砲は57mm T2（イギリスのQF 6 pounder MkIII　57mm戦車砲のライセンス生産版）に変更されることになった。その後「57mm砲であってもドイツ軍戦車に対しては威力不足であり、陣地攻撃用の砲としても不十分」と判断されたために、更にM4中戦車と同じM3 75mm戦車砲を搭載するため砲塔が再設計された。M3軽戦車の装甲が「全く不十分」とされたため装甲防御も見直されることになり、最終的には当初14tだった重量は25tにまで増加した。1942年8月に最終試作車が完成、軽戦車から中戦車へと分類が変更されM7中戦車（MediumTank M7）として制式化された。
M7はインターナショナル・ハーベスター社に対し3,000両が発注され、1942年12月から生産が開始されたが、機甲軍が「M4中戦車と比較して特に優れている点が無く、2種類の中戦車を並行して装備するのは生産・運用の現場を混乱させるだけである」として配備に反対し、陸軍管理局も同様の見解を示したため、1943年2月に発注が取り消され、既に受注された30両のうち7両（一説には13両）が生産されたのみで生産は終了し、軍に引き渡された車両もいくつかのテストに用いられたのみに終わり、実戦部隊への配備はなされなかった。
結果として中戦車となってしまったものの、本車は基本的には軽戦車であり、当初から中戦車として開発され既に量産が開始されていたM4中戦車と比較すると装甲が薄く、主砲に対して車体が小型過ぎて車内レイアウトその他に余裕のない車両だった。軽戦車としては車重に比べ懸架装置を始めとした走行装置の性能とエンジンの出力が不足しており、機動力に欠けていた。機動力不足を補おうとフォード　V8エンジンを搭載する改良型、M7E1の開発が行われ、更に走行装置を改善した改良型が計画されたが、生産発注の取消に従い開発は中止された。

アメリカ陸軍では本車の設計を踏まえて「主武装を75mm砲とし、機動性を第1とし装甲防御力は次善とする」とした新たな軽戦車の開発を行い、これがT24（後のM24軽戦車）として完成している。
少数生産されたM7は戦後順次処分されたが、数両が現存し、1両がメリーランド州アバディーンのアメリカ陸軍兵器博物館に展示されている。

## 構成

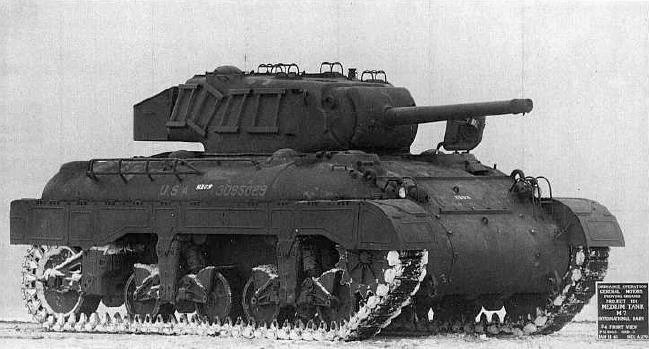
アメリカ陸軍兵器博物館の展示車両
砲塔側面にはグローサー（滑止金具）のラックが装着されている

M7中戦車は鋳造製の砲塔と車体を持ち、砲塔、車体共に良好な避弾経始を持つ。全体の構成は当時並行して開発されていたT20中戦車に類似している。乗員は車長（無線手兼任）、砲手、装填手、操縦手、副操縦手の5名である。
車体は前部に操縦席、中央部に戦闘室（砲塔）を配し後部に機関室という標準的なもので、車体上部は鋳造による一体成型である。前部左側に操縦手席、変速機を挟んで右側に副操縦手席があり、片開き式のハッチの天面に潜望鏡を備える他、前面には小型の開閉式バイザーブロックがある。車体前面右側には車体機銃としてM1919A4 7.62mm機関銃のマウントを装備し、副操縦手が銃手を兼任する。戦闘室の4隅にはベンチレータがそれぞれ装備されている。車体前面下部中央部はボルトで留められて取り外せるようになっており、変速機の整備はこの部分を取り外して行う。鋳造の車体上面後部は車体下部に大きく覆いかぶさるような形になっており、排気管はこの内側に配置されていた。
エンジンはR975C1もしくはEC2ガソリンエンジン（350馬力）、のちにコンチネンタルR975EC2/C1空冷星形9気筒ガソリン（350馬力）で、搭載方法を工夫して車体の全高を抑えている。燃料タンクの容量は522リットル。整地路面における最高速度は50km/h、最大航続距離は160kmであった。
転輪は片側4輪、2個1組のボギー式を2基備え、渦巻スプリングを用いたVVSS（垂直渦巻スプリング式サスペンション）方式であった。前部に起動輪、後部に大型の接地式誘導輪を持ち、上部転輪3個を装備する。走行装置全体の構成はM3／M5軽戦車と同一の構成だが、スプリングの配置や上部転輪の設置方法が若干異なる。
砲塔はM2／M3戦車で指摘された「高さがあり目立つ割に内部容積が乏しく、狭苦しい」という点を踏まえて全高を抑えた平たいものになっており、油圧旋回式で全周旋回にかかる時間は約15秒である。砲塔部の床は砲塔と共に回転する“砲塔バスケット”方式となっている。車長席は砲塔左側、装填手席は右側にあり、いずれも上面に両開き式のハッチがあるが、車長用展望塔はない。砲手席は車長の前方、砲塔前部左側にある。車長にはハッチの前後に2基、砲手、装填手には1基の潜望鏡が装備されており、車長用の前部のものと砲手用のものは間接照準器兼用となっている。砲塔後方の張り出し部には無線機が搭載され、車長が操作した。砲塔後面には雑具箱が装備されている。その他、砲塔側面には空薬莢排出口兼用のガンポートを備え、砲塔上面後部にはベンチレーターが装備されている。
主砲は75mm Gun M3をM47ガンマウントに搭載し、スタビライザーは備えられていない。副武装として主砲同軸にM1919A5 7.62mm機関銃を装備し、他に車長用ハッチの前後にM1919A4機関銃用のマウントが設置されており、前後いずれかに銃架を用いて機関銃を装備できた。
装甲厚は砲塔が前面51mm、防盾63mm、側／後面38mm、上面19mm、車体部が前面38mm、側面31.8mm、後面25mm、上面19mm、底面25-13mmであった。